# Dashin' Desperadoes
Dashin' Desperadoes (nommé Rumble Kids au Japon) est un jeu vidéo d'action sorti en 1993 sur Mega Drive. Le jeu a été développé et édité par Data East.